# AMD Élan

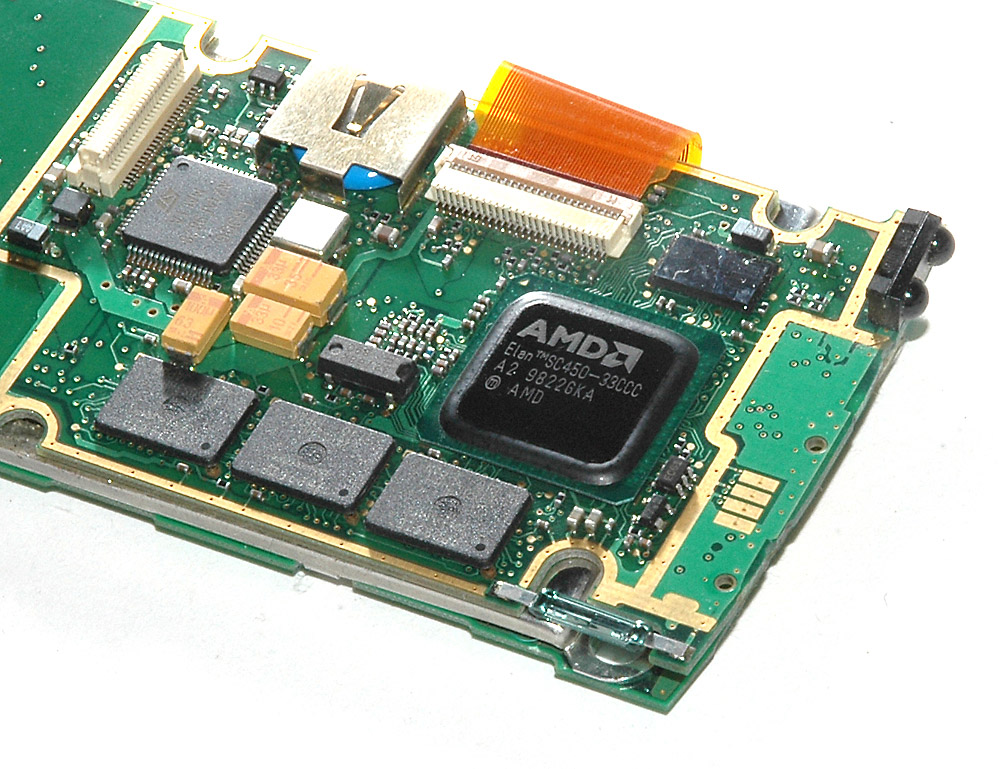
AMD Élan SC450 у

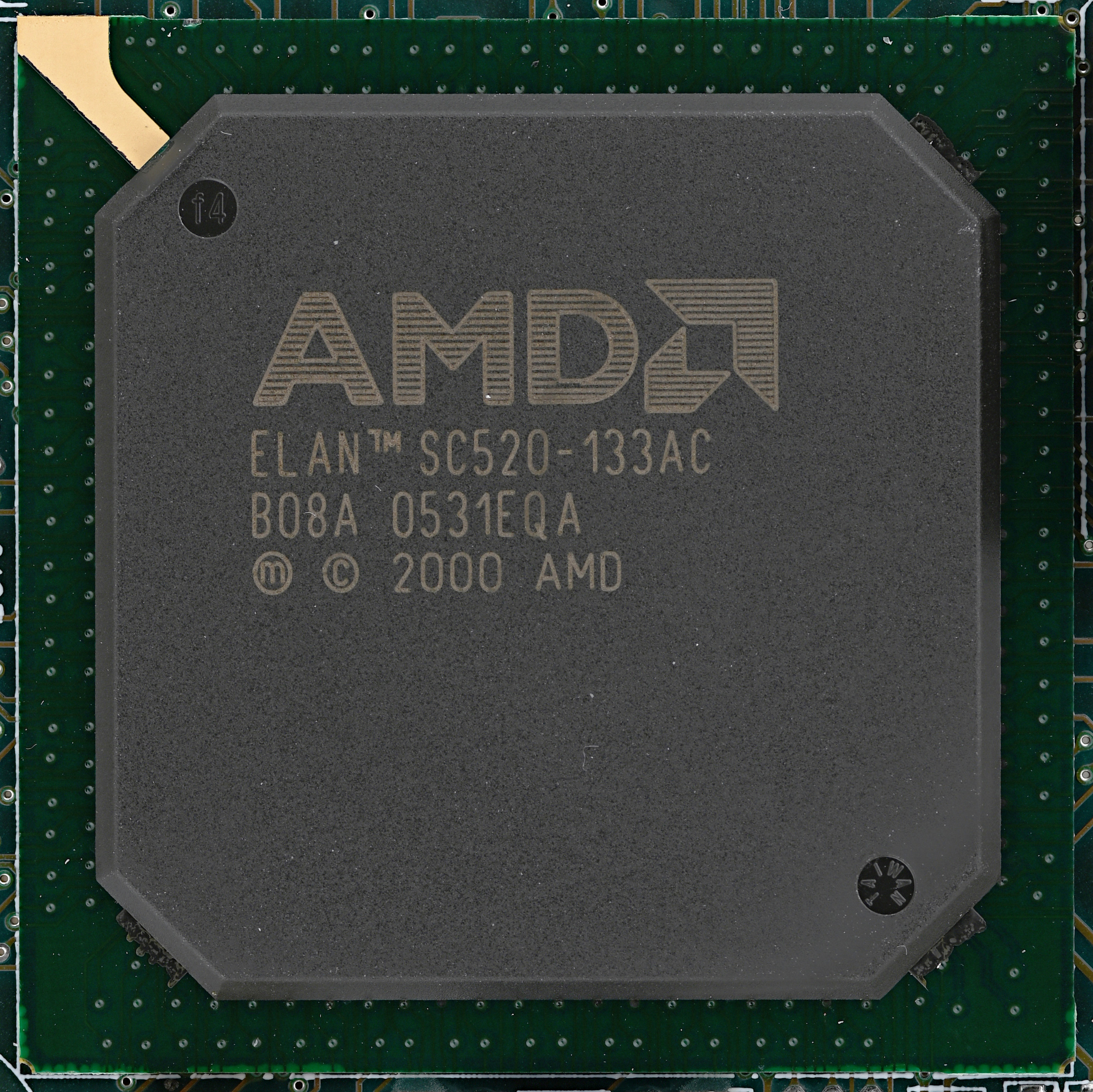
AMD Élan SC520-133

AMD Élan — сімейство 32-розрядних систем на чипі для вбудованих систем, які виробляла компанія AMD на базі архітектури мікропроцесорів x86. На усі продукти даного сімейства, компанія надавала довгострокову гарантію працездатності, для забезпечення потреб у вбудованих системах. Однак, коли в серпні 2003 року AMD придбала підрозділ Geode у National Semiconductor, випуск цих продуктів був раптово припинений. Процесори Élan широко застосовувалися у світі вбудованих систем.

## Сімейство SC3xx
У SC300 і SC310 поєднано 32-розрядний, x86-сумісний, низьковольтний процесор на 25 або 33 МГц Am386SX, контролер пам'яті, периферійні контролери PC/AT, годинник реального часу, тактовий генератор ФАПЧ та інтерфейс шини ISA. У SC300 додатково інтегровано два слоти PCMCIA 2.1 і CGA-сумісний LCD-контролер. Потужність споживання при частоті 33 МГц становить 600 мВт, включно з процесором, контролером пам'яті та периферійними пристроями. У режимі очікування споживання знижується до 0,17 мВт.

## Сімейство SC4xx
Це сімейство було анонсовано AMD 15 жовтня 1996 року.
SC400 і SC410 мають 32-розрядний, x86-сумісний, низьковольтний процесор із частотою 33, 66 або 100 МГц Am486, контролер пам'яті, периферійні контролери PC/AT, годинник реального часу, тактовий генератор ФАПЧ, локальну шину VESA та інтерфейс шини ISA. У SC400 також інтегровано два слоти PCMCIA 2.1 і 4-бітний кольоровий LCD-контролер Super-twisted nematic display (STN).
У C64 «Web.it» Internet Computer використовується SC400 з 16 MБ оперативної пам'яті, 3,5 флоппі-дисководом, 56k-модемом і PCMCIA. В AirPort Base Station використовується SC410, у Nokia 9110 Communicator — SC450.

## Сімейство SC5xx
У цьому сімействі було випущено лише один процесор — SC520. AMD анонсували його 25 серпня 1999 року.
Процесор у SC520 є 32-бітний, x86-сумісний, низьковольтний 100 МГц або 133 МГц Am5x86. Процесор із контролером пам'яті, що підтримує SDRAM, периферійними контролерами PC/AT, годинником реального часу і шиною PCI. У SC520, більше не було підтримки ISA і PCMCIA.

## Порівняння
| Назва     | Тактова частота | FSB    | Кеш L1 | Архітектура | Технологія | Корпус                   |
| --------- | --------------- | ------ | ------ | ----------- | ---------- | ------------------------ |
| SC300-25  | 025 МГц         | 25 МГц | -      | Am386       | 700 нм     | 208 пін QFP 208 пін TQFP |
| SC300-33  | 033 МГц         | 33 МГц | -      | Am386       | 700 нм     | 208 пін QFP 208 пін TQFP |
| SC310-25  | 025 МГц         | 25 МГц | -      | Am386       | 700 нм     | 208 пін QFP 208 пін TQFP |
| SC310-33  | 033 МГц         | 33 МГц | -      | Am386       | 700 нм     | 208 пін QFP 208 пін TQFP |
| SC400-33  | 033 МГц         | 33 МГц | 08 кБ  | Am486       | 350 нм     | 292 пін BGA              |
| SC400-66  | 066 МГц         | 33 МГц | 08 кБ  | Am486       | 350 нм     | 292 пін BGA              |
| SC400-100 | 100 МГц         | 33 МГц | 08 кБ  | Am486       | 350 нм     | 292 пін BGA              |
| SC410-33  | 033 МГц         | 33 МГц | 08 кБ  | Am486       | 350 нм     | 292 пін BGA              |
| SC410-66  | 066 МГц         | 33 МГц | 08 кБ  | Am486       | 350 нм     | 292 пін BGA              |
| SC410-100 | 100 МГц         | 33 МГц | 08 кБ  | Am486       | 350 нм     | 292 пін BGA              |
| SC450-33  | 033 МГц         | 33 МГц | 08 кБ  | Am486       | 350 нм     | 292 пін BGA              |
| SC520-100 | 100 МГц         | 33 МГц | 16 кБ  | Am5x86      | 350 нм     | 388 пін PBGA             |
| SC520-133 | 133 МГц         | 33 МГц | 16 кБ  | Am5x86      | 350 нм     | 388 пін PBGA             |